# Raymond Grosset
Pour les articles homonymes, voir Grosset.
Raymond Grosset, né le 21 février 1911 à Paris et mort le 6 avril 2000 à Brive-la-Gaillarde, est un directeur d’agence de presse photographique. Il a dirigé l’agence Rapho de 1946 à 1997.

## Biographie
Charles Rado, le fondateur de l’agence Rapho, contraint à l’exil en raison de ses origines juives hongroises, s’était installé aux États-Unis. Au lendemain de la Seconde Guerre mondiale, Rado propose la direction de Rapho à Raymond Grosset, ancien technicien de laboratoire à la Paramount, qui avait été parmi les premiers Français à rejoindre de Gaulle à Londres.
Raymond Grosset recrute de jeunes photographes qu’il fréquentait, et qui travaillent déjà pour des magazines : Robert Doisneau, Jean Dieuzaide, René Maltête, Janine Niepce, Sabine Weiss et Willy Ronis. Il recrute également Ergy Landau qui travaillait pour Rapho avant-guerre.
Raymond Grosset œuvre pour la mise en place d’un barème de tarification des photos en fonction du tirage de la publication et de la taille occupée par la photo sur la page, et impose la mention systématique de la signature des photographes.
En 1951, Raymond Grosset épouse Barbara Byrne. Celle-ci, après avoir travaillé pour Charles Rado aux États-Unis impulse la création du département tirage d'arts au sein de l'agence Rapho,.
Avec Albert Plécy, rédacteur en chef de Point de vue Images du monde et le photographe Jacques-Henri Lartigue, il est le fondateur en 1954 de l’association Gens d'images qui décerne le Prix Niépce  et le prix Nadar.
Raymond Grosset dirige Rapho jusqu'en 1997. Il laisse la gestion de l'agence à ses deux enfants, Marc et Kathleen Grosset.